# Флэнаган, Харли
Харли Флэнаган (англ. Harley Flanagan; род. 8 марта 1967, Сан-Франциско, Калифорния) — американский музыкант и автор песен; сооснователь, бас-гитарист и вокалист Cro-Mags — влиятельной хардкор-панк-группы 1980-х годов. Флэнаган начал свою музыкальную карьеру в 1980 году (в возрасте 12 лет) как барабанщик группы The Stimulators. В девятилетнем возрасте он опубликовал свой первый поэтический сборник, предисловие к которому написал известный поэт-битник и друг семьи Флэнаганов Аллен Гинзберг.
К началу 80-х Харли основал новаторскую хардкор-группу Cro-Mags, написав большую часть их музыки и тем самым задав направление в музыке для популярных групп  80-х и 90-х годов. Дейв Грол, часто говорил, что без Cro-Mags, не набрали бы популярности такие группы, как Metallica, Green Day, и  Foo Fighters.
В июле 2012 года Флэнаган перед выступлением Cro-Mags в клубе CBGB нанёс ножевые ранения двоим из участников группы и ударил одного из них. Музыканты, получившие ножевые ранения и сам Флэнаган были госпитализированы. Флэнагану также были предъявлены обвинения.